# Мениппова сатира
Мени́ппова сати́ра, мениппова сату́ра, варроновская сатира — жанр античной литературы, вид диатрибы. Характеризуется соединением философских рассуждений с пародийной сатирой. По форме отличается свободным соединением прозы и поэзии, отсюда и само название «сатура» (лат. satura в римской кухне — фруктовая смесь, ассорти).

## История и характеристики
Жанр назван по имени его основателя, кинического писателя Мениппа. Образцов греческой менипповой сатиры не сохранилось, известны лишь заголовки, поэтому точно неизвестно, какой она была в первоначальном виде. Термин впервые введён Марком Теренцием Варроном, который, по свидетельству Цицерона, написал 150 сатир, написанных прозиметрами; также Варрон смешивал латинский язык с греческим. В основном, ранние образцы жанра известны по сочинениям Варрона и Лукиана; до нас дошло около 600 фрагментов.
Единственная, полностью сохранившаяся, латинская мениппова сатира — «Отыквление божественного Клавдия» Сенеки Младшего. В жанре, близком к менипповой сатире, написаны «Менипп», «Икароменипп», «Разговоры в царстве мёртвых» Лукиана, «Сатирикон» Петрония. Жанровые мотивы прослеживаются также в сатире времён религиозных войн во Франции XVI века. Из русской литературы примером может служить «Бобок» Ф. М. Достоевского.
Для жанра характерно помещение героев в фантастическую обстановку: восхождение на небеса, снисхождение в преисподнюю, путешествие в царство мёртвых и т. д. Смысл этого приёма в отходе от привычного мира с его общепринятыми ценностями, возможность описания поведения героев в свободной от социальных условностей обстановке. Менипповы сатиры отличает намеренная парадоксальность коллизии и слога; типичны быстрые переходы от серьёзных рассуждений к фантастическим поворотам или острой сатире. Человеческие характеры выписаны схематично, обычны стереотипы: хвастун, фанатик, скупец, соблазнитель.
Большинство специалистов считает, что жанр исторически подразумевает смешение прозы и поэзии, но в точности это неизвестно. Квинтилиан в своих «Наставлениях оратору» пишет, что Мениппу был свойственен стиль, «переплетённый разнообразием, а не один лишь стих» («non sola carminum varietate mixtum»), и возможна различная трактовка слова «varietate».
Французский филолог языка И. Казобон в XVII веке считал, что у Варрона имеется смешение стихов и прозы, а также латинского и греческого языков; с этим согласны швейцарский энциклопедист XVI в. К. Геснер и немецкий исследователь XX в. Р. Элер. Силицийский поэт начала XIX в. Дж. Мели считает, что речь идёт о смешении прозы и стихосложения. А. Ризе полагал, что речь идёт или о разнообразии размеров стихов, или же о смеси с прозой. Идею именно комбинации прозы и поэзии также поддерживал И. В. Помяловский.
Готлиб Репер считал, что сатуры Варрона были в стихах, и «разнообразие стиха» означает постоянное изменение тона, оценок происходящего, смену серьёзного и шутливого тона.
Некоторые специалисты считали, что имело место смешение как стихов с прозой, так и размеров и стилей изложения, и даже языков.
О наличии стихотворных фрагментов у Мениппа известно от Лукиана. В «Дважды обвинённом» он пишет об удивительном смешении прозы и поэзии у Мениппа, «самого задорного и злого из древних циников», называя результат «сложным и незнакомым видением, наподобие иппокентавра». О смешении языков в тексте косвенно свидетельствует типичное для Варрона смешение латыни и греческого в заглавиях текстов, например: «Cycnus, περὶταϕῆς» («Лебедь, о погребении»).
Ю. Кристева образно назвала мениппею политической журналистикой древнего мира. Варрон же в своё время писал, что, подражая Мениппу, он стремится сделать чтение удовольствием для людей, популяризовать философию, придав ей занимательную и понятную народу форму.

## La Satire Ménippée
Во Франции в 1594 был опубликован цикл сатирических произведений нескольких авторов под общим названием «Мениппова сатира» (La Satire Ménippée). Памфлет был направлен против Католической лиги, авторы выступали за прекращение религиозных войн и против деятельности католиков. В сатире разоблачались настоящие политические мотивы Католической лиги и её испанских союзников. Особое внимание уделено первому заседанию Генеральных штатов в 1593 году. Текст содержал как прозу, так и поэзию, и получил широкое распространение вследствие как политической остроты, так и художественных достоинств. Воздействие сатиры было настолько значимым, что «она как бы расчистила путь Генриху IV». На русский язык переведена частично.

## Концепция Бахтина
М. М. Бахтин, сравнивая мениппову сатиру с сократическим диалогом, вывел 14 особенностей последней. При этом Бахтин рассматривал меннипову сатиру как первый образец отдельного жанра, к которому приписывал многих писателей разных времён. Эта концепция является спорной и не все литературоведы и филологи её разделяют.